# Chú chó Snoopy
Chú chó Snoopy hay Những câu chuyện về Charlie Brown và Snoopy (tựa gốc:The Charlie Brown and Snoopy Show) là một loạt phim hoạt hình truyền hình về các nhân vật và những câu chuyện trong loạt truyện tranh Peanuts của Charles M. Schulz. Phim được phát sóng trong chương trình Saturday mornings của đài CBS từ năm 1983 đến năm1986. Và được phát sóng lại trên các đài The Disney Channel, Cartoon Network, Nickelodeon và Nicktoons Network (với tiêu đề Cậu đang trên sóng Nickelodeon, Charlie Brown ạ) vào thập niên 1990. Ở Canada, phim phát sóng trên đài CBS Canada và phát sóng lại trên đài YTV. Phim cũng được phát lại tại cùng với các tập đặc biệt Charlie Brown (Charlie Brown specials) tại Anh trên kênh Boomerang năm 2002. Hiện nay, lần lên sóng cuối cùng của loạt phim trên sóng truyền hình Mỹ là vào tháng 4 năm 2005.
Chú chó Snoopy là một trong số ít các loạt phim hoàn chỉnh được sản xuất bởi Bill Melendez, người mà xưởng phim hoạt hình của ông chuyên làm các tập phim đặc biệt.

## Diễn viên lồng tiếng
- Brad Kesten vai Charlie Brown (1983-1984)
- Brett Johnson vai Charlie Brown (1985-1986)
- Stacy Heather Tolkin vai Sally Brown/Truffles (1983-1984)
- Stacy Ferguson vai Sally Brown/Patty (1985-1986)
- Angela Lee vai Lucy van Pelt (1983-1984)
- Heather Stoneman vai Lucy van Pelt (1985-1986)
- Jeremy Schoenberg vai Linus van Pelt/Floyd (1983-1984)
- Jeremy Miller vai Linus Van Pelt (1985-1986)
- Kevin Brando vai Schroeder/5/Thibault (1983)
- Danny Colby vai Schroeder (1985)
- Jason Mendelson vai Rerun van Pelt (được cho là Jason Muller) (1983-1986)
- Carl Steven vai Franklin/"Pig-Pen" (1985)
- Victoria Vargas vai Peppermint Patty (1983-1984)
- Gini Holtzman vai Peppermint Patty (1985-1986)
- Michael Dockery vai Marcie (1983-1984)
- Keri Houlihan vai Marcie (1985-1986)
- Mary Tunnell vai Frieda/Eudora (1983)
- Bill Melendez vai Snoopy/Woodstock
- Chú thích: Violet, Shermy, Roy, và một số nhân vật khác trong vai trò khách mời nhưng tất đều là nhân vật không có lời thoại.

## Nhạc nền
Nhạc nền cho mùa đầu tiên là một bản piano được viết và sáng tác riêng cho loạt phim. Bản nhạc được thêm lời và phát hành vào năm 1984 với tên "Let's Have a Party with Charlie Brown and Snoopy" (tạm dịch: Hãy mở tiệc cùng Charlie Brown và Snoopy nào) trong album Flashbeagle, nhạc phim cho tập đặc biệt  It's Flashbeagle, Charlie Brown (tạm dịch: Nó là một con chó săn giả, Charlie Brown). Trong mùa hai, bản nhạc được cắt ngắn trong album Flashbeagle đã được sử dụng làm nhạc dạo đầu.

## Phát hành video cho gia đình
Năm 1987, Kartes Video Communications phát hành loạt phim dưới dạng VHS với 9 đĩa (với tiêu đề giống với các tập Peanuts đặc biệt) mỗi đĩa hai tập.
Năm 1994-2001, Paramount Home Video phát hành loạt phim dưới dạng VHS với kiểu giống bản phát hành năm 1987 (nhưng mang tiêu đề thật của loạt phim).
Ngày 14 tháng sáu, năm 2011, Warner Home Video phát hành phim dưới dạng DVD đĩa đơn tên: Happiness Is... Peanuts: Snoopy's Adventures (tạm dịch:"Niềm hạnh phúc chính là Peanuts: Những cuộc phiêu lưu của Snoopy").
Công ty cũng thông báo rằng vào ngày 18 tháng 10, năm 2011, tập 18 và tập cuối của loạt phim sẽ phát hành dưới dạng DVD đĩa đơn tên: Happiness Is... Peanuts: Snow Days (tạm dịch:"Niềm hạnh phúc chính là Peanuts: Những ngày tuyết rơi").
Tập 13 của loạt phim được phát hành dưới dạng DVD đĩa đơn tên: Happiness Is... Peanuts: Friends Forever (tạm dịch:Niềm hạnh phúc chính là Peanuts: Tình bạn vĩnh cửu") vào ngày 27 tháng 12, năm 2011.
Tập 15 của phim DVD đĩa đơn tên: Happiness Is... Peanuts: Team Snoopy (tạm dịch:" Niềm hạnh phúc chính là Peanuts: Đội Snoopy") phát hành ngày 1 tháng 5 năm 2012. Ngày 9 tháng 10, năm 2012.
Đĩa Happiness Is... Peanuts: Go Snoopy Go! (tạm dịch:"Niềm hạnh phúc chính là Peanuts: Snoopy cố lên!") là tập 13 của loạt phim.
Ngoài ra, toàn bộ loạt phim đã có mặt trên iTunes. Ngày 21 tháng 1, năm 2014 tập đầu, tập 4 và tập 11 của phim đã được phát hành DVD tên là Touchdown Charlie Brown (tạm dịch:"Ghi bàn đi Charlie Brown").
Vào ngày 20 tháng 11, năm 2012, Warner Bros. đã phát hành toàn bộ loạt phim trong đĩa  DVD tại khu vực Region 1 thông qua Warner Archive Collection. Đây là hoạt động sản xuất theo yêu cầu  phát hành (Manufacture-on-Demand (MOD)) và đã có mặt trên cửa hàng trực tuyến của công ty Warner (Warner's online store) và cửa hàng trực tuyến Amazon.com.
Tất cả các tập của loạt phim đã được phát hành tại Úc Đại Lợi và Đức trong hộp đựng 2 đĩa.